# Ẽ̌
Ẽ̌ (minuscule : ẽ̌), appelé E tilde caron, est une lettre latine utilisée dans l’écriture de l’ewe.
Elle est formée de la lettre E avec un tilde suscrit et un caron.

## Représentations informatiques
Le E tilde caron peut être représenté avec les caractères Unicode suivants : 
- composé et normalisé NFC (latin étendu additionnel, diacritiques) :

| formes    | représentations | chaînes de caractères | points de code | descriptions                                      |
| --------- | --------------- | --------------------- | -------------- | ------------------------------------------------- |
| capitale  | Ẽ̌               | Ẽ◌̌                    | U+1EBC U+030C  | lettre majuscule latine e tilde diacritique caron |
| minuscule | ẽ̌               | ẽ◌̌                    | U+1EBD U+030C  | lettre minuscule latine e tilde diacritique caron |

- décomposé et normalisé NFD (latin de base, diacritiques) :

| formes    | représentations | chaînes de caractères | points de code       | descriptions                                                  |
| --------- | --------------- | --------------------- | -------------------- | ------------------------------------------------------------- |
| capitale  | Ẽ̌               | E◌̃◌̌                   | U+0045 U+0303 U+030C | lettre majuscule latine e diacritique tilde diacritique caron |
| minuscule | ẽ̌               | e◌̃◌̌                   | U+0065 U+0303 U+030C | lettre minuscule latine e diacritique tilde diacritique caron |

## Sources
- (en) Simon Wellington Dzablu-Kumah, Basic Ewe for Foreign Students, 2006